# Kitchawong
Kitchawong (KItchawank), pleme američkih Indijanaca naseljeno u 17- stoljeću na sjeveru današnjeg okruga Westchester, između rijeka Connecticut i Hudson u New Yorku. Kitchawongi su bili jedno od plemena konfederacije Wappinger. Glavna sela bila su im Kitchawank i Senasqua s ušća Crotona i Sackhoes, današnji Peekskill). Iščezli su u ratovima s Nizozemcima.

## Vanjske poveznice
- Croton Point Park History